# Teoria umorale

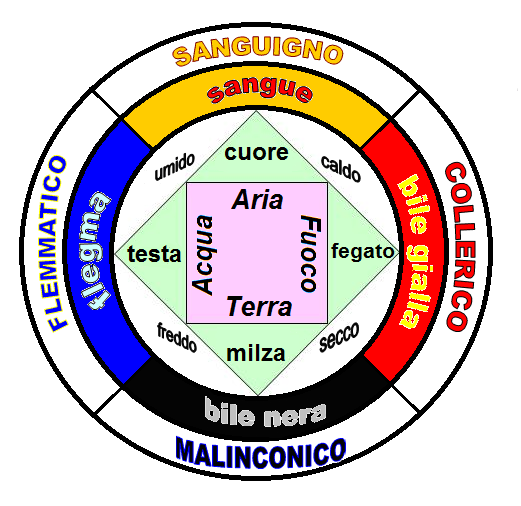
Schema dei quattro umori in relazione ai quattro elementi ed ai quattro temperamenti

La teoria umorale, concepita da Ippocrate di Coo, rappresenta il più antico tentativo, nel mondo occidentale, di fornire una spiegazione eziologica dell'insorgenza delle malattie, superando la concezione superstiziosa, magica o religiosa.
Secondo la teoria umorale, un eccesso o una deficienza di uno qualsiasi dei quattro fluidi corporei presenti in una persona, noti come umori, hanno un influsso diretto sul suo temperamento e sulla sua salute.

## Storia

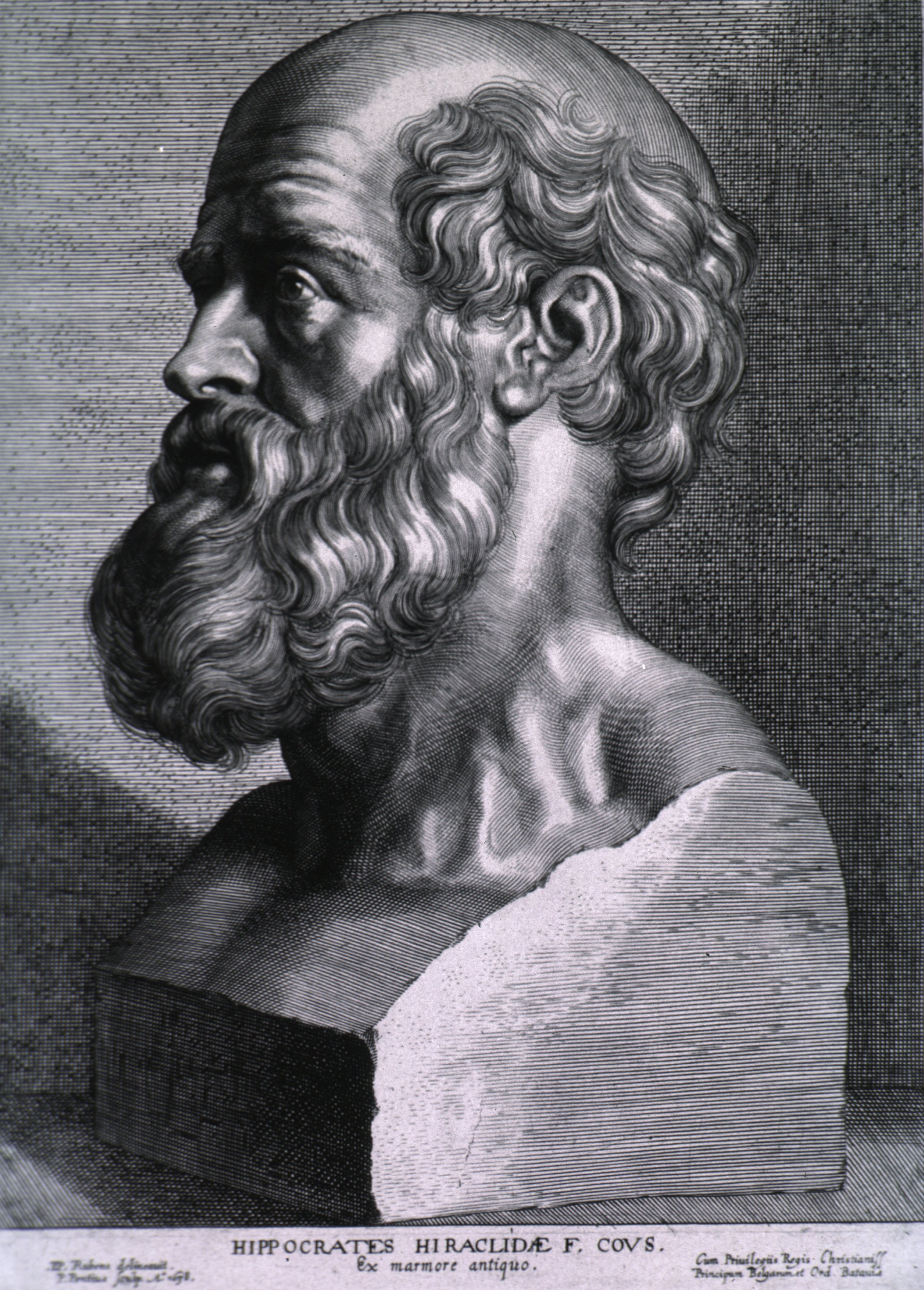
Busto di Ippocrate

Nel VI secolo a.C. Anassimene di Mileto aveva introdotto nel pensiero greco la teoria dei quattro elementi fondamentali (aria, acqua, fuoco e terra) che costituiscono la totalità del mondo. Un secolo più tardi Empedocle diede corpo a questa teoria, sostenendo che la realtà fenomenica, caratterizzata da una continua mutevolezza, è composta da elementi immutabili, da lui denominati «radici». Ogni radice possiede una coppia di attributi: il fuoco è caldo e secco; l'acqua fredda e umida; la terra fredda e secca; l'aria calda e umida.

### Ippocrate
Alcmeone, membro della scuola pitagorica, tentò di applicare questa teoria alla natura umana, seguito un secolo dopo da Ippocrate di Coo, il quale definì l'esistenza di quattro umori base, ovvero:
- bile nera;
- bile gialla;
- flegma;
- sangue (umore rosso).

La terra corrisponderebbe alla bile nera (o atrabile, in greco μελαίνη χολή melàinē cholḕ) che ha sede nella milza, il fuoco corrisponderebbe alla bile gialla (detta anche collera) che ha sede nel fegato, l'acqua alla flemma (o flegma) che ha sede nella testa, l'aria al sangue la cui sede è il cuore.
Il numero quattro si basava tra l'altro sul principio pitagorico della tetraktys posto a fondamento di ogni fenomeno della natura, per cui alle quattro qualità elementari (secco, freddo, umido, caldo) corrispondono quattro stagioni (autunno, inverno, primavera, estate), quattro età della vita (infanzia, giovinezza, maturità, vecchiaia), e quattro momenti della giornata. 

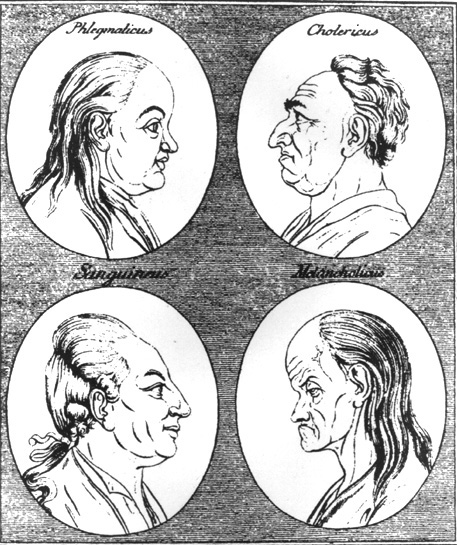
Fisiognomica dei quattro temperamenti: flemmatico e collerico (in alto), sanguigno e melanconico (in basso)

Gli umori, di conseguenza, sono soggetti a prevalere o a diminuire a seconda del periodo: il sangue, ad esempio, prevale in primavera, la bile gialla in estate, la bile nera in autunno e la flemma in inverno.
Il buon funzionamento dell'organismo dipenderebbe dall'equilibrio degli elementi, definito «eucrasia», mentre il prevalere dell'uno o dell'altro causerebbe la malattia ovvero «discrasia».

### Galeno
Galeno (131-201) ampliò la teoria umorale tentando di corroborarla attraverso studi scientifici basati sulla dissezione di animali e sull'osservazione di cadaveri deceduti per morte violenta (ad esempio in battaglia). Egli sosteneva che principio fondamentale di vita era il pneuma (aria, alito, spirito), corrispondente al sangue. Il cuore pertanto, essendone la sede, doveva contenere la vita e lo spirito (ciò che più tardi si chiamerà anima). Altri due spiriti risiedevano poi rispettivamente nel fegato, sede degli appetiti addominali, e nel cervello, deputato alle funzioni animali e psichiche.
Riflettendo sulla bile nera affermò che un travaso di questa nel corpo, l'«umor melancolico», può causare la melancolia, l'antrace o l'elefantiasi. Secondo la concezione del suo tempo, ritenne completamente separate la circolazione del sangue arterioso e di quello venoso, affermando inoltre che i salassi, asportando l'eccesso di sangue, erano in grado di riequilibrare gli umori.
L'infinita possibilità che gli elementi hanno di combinarsi fra loro fu posta da Galeno all'origine degli infiniti caratteri riscontrabili nella natura umana. 
A questi corrispondono quattro temperamenti (melanconico, collerico, flemmatico, sanguigno).
Oltre ad essere una teoria eziologica della malattia, la teoria umorale divenne così anche una teoria della personalità: la predisposizione all'eccesso di uno dei quattro umori definirebbe un carattere, un temperamento e insieme una costituzione fisica detta complessione:
- il malinconico, con eccesso di bile nera, è magro, debole, pallido, avaro, triste;
- il collerico, con eccesso di bile gialla, è magro, asciutto, di bel colore, irascibile, permaloso, furbo, generoso e superbo;
- il flemmatico, con eccesso di flegma, è beato, lento, pigro, sereno e talentuoso;
- il sanguigno, con eccesso di sangue, è rubicondo, gioviale, allegro, goloso e dedito ad una sessualità giocosa.

## Nel Medioevo

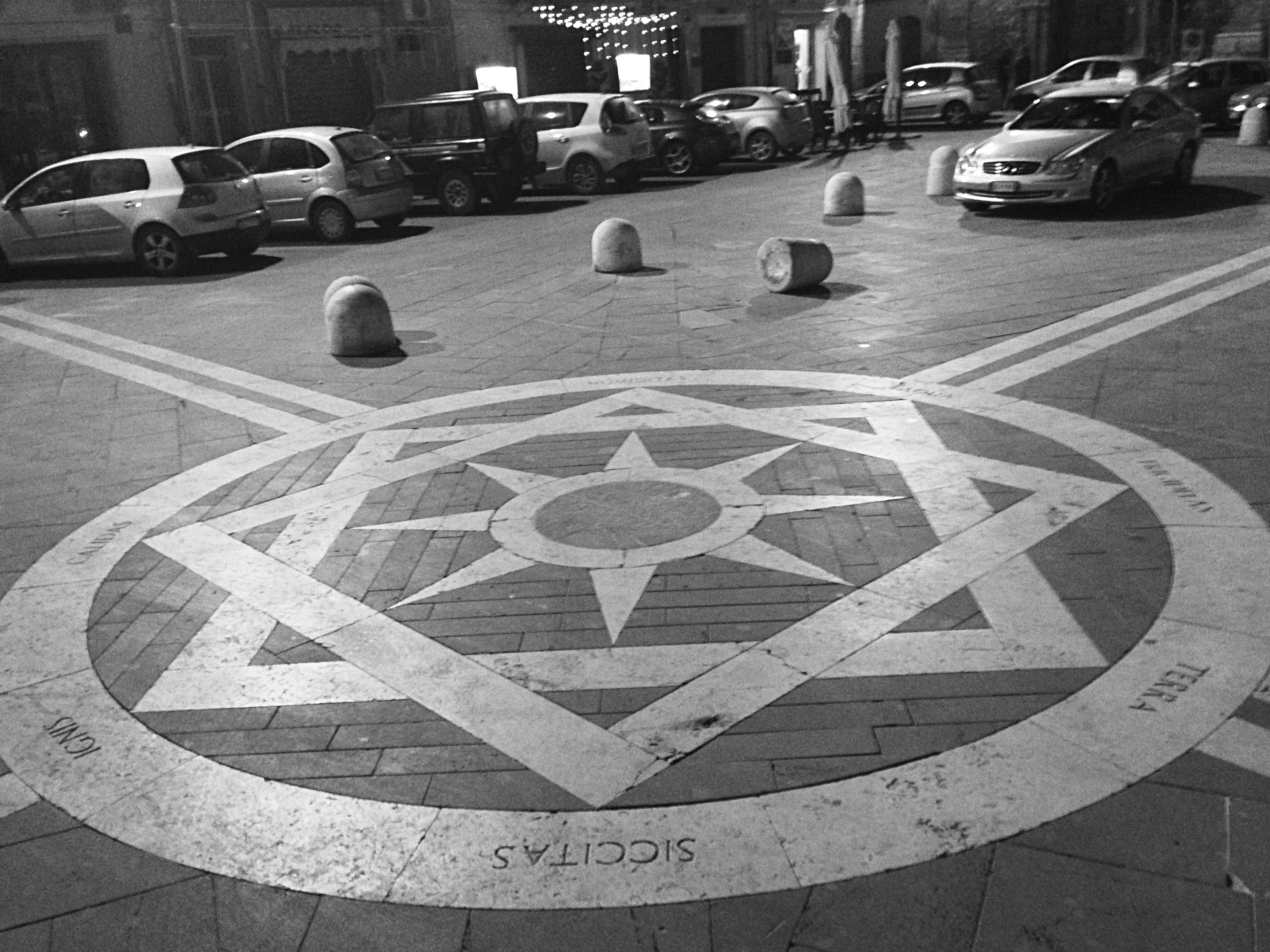
Radici e attributi rappresentati in una piazza di Licata, in forma di una rosa dei venti

Il sistema degli umori elaborato da Ippocrate e Galeno fu ereditato nel Medioevo dalla cultura islamica ed ebraica, e quindi fatto proprio dalla scuola medica salernitana, che si avvalse di traduzioni dei testi arabi ad opera di Costantino l'Africano, e di una quotidiana attività di assistenza ai malati.
La dottrina umorale si presentava, da un lato, come altamente individualistica, poiché si diceva che ogni paziente possedesse una propria composizione di umori diversa da tutti gli altri; essa, d'altro lato, adottava un approccio olistico alla terapia in quanto enfatizzava il legame tra i processi psichici e quelli fisici. L'associazione tra ulteriori sottospecie dei quattro temperamenti, dei quattro elementi e dei quattro umori, poteva dare luogo così a una serie di combinazioni matematiche ritenute in grado di collegare ogni aspetto del macrocosmo col microcosmo, l'astrologia con la medicina, i farmaci ai relativi sintomi.
(Agostino Paravicini Bagliani, Les Ages de la vie, in Dictionnaire raisonné de l'Occident médiéval, a cura di Jacques Le Goff e Jean Claude Schmitt, 2 voll., Parigi, Fayard, 1999 )
Accenni alla teoria umorale si ritrovano nell'inferno di Dante, dove ad esempio nel trentesimo canto si descrive la pena afflitta a uno dei falsari, dovuta a un eccesso di flegma.

## Età moderna

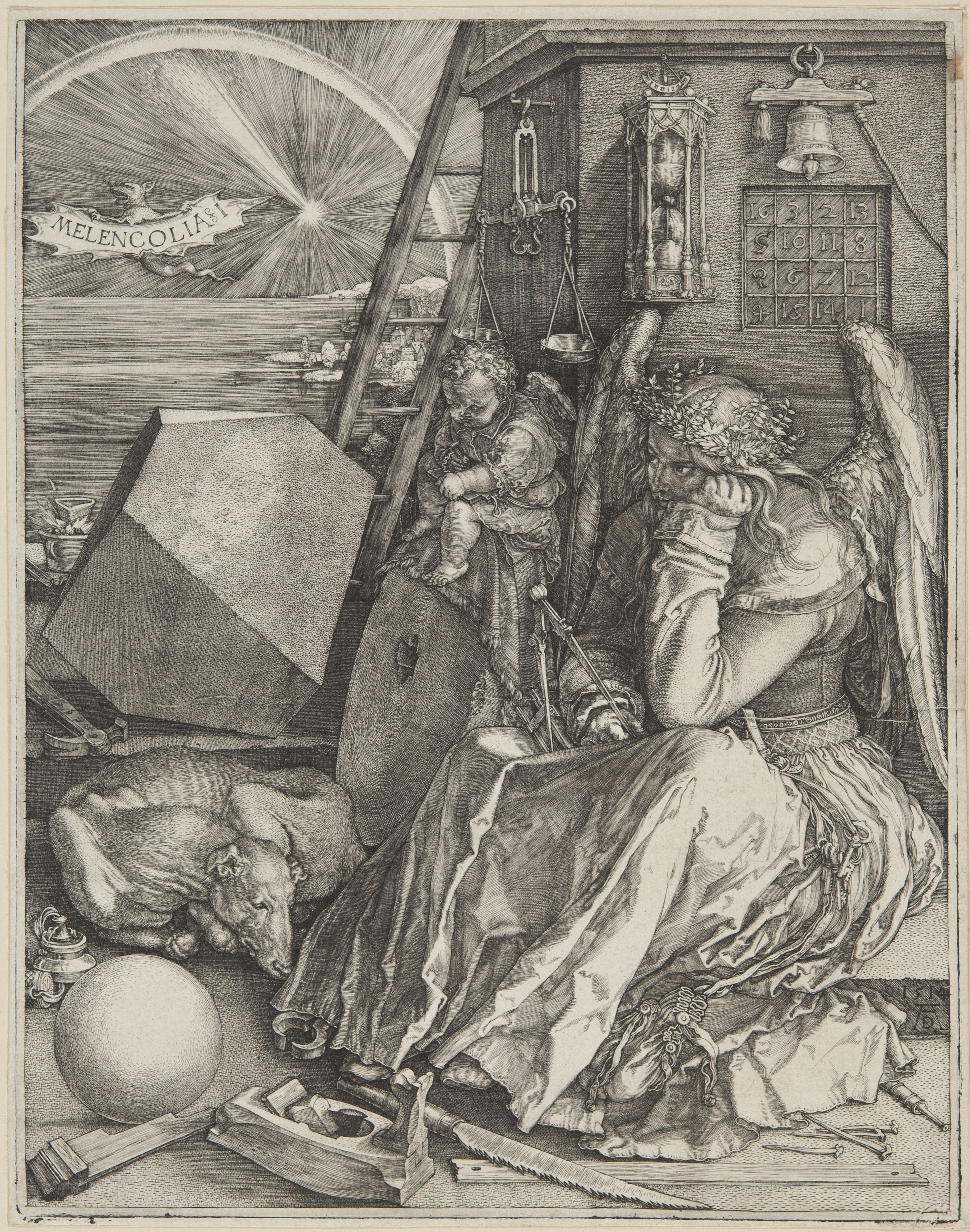
Albrecht Dürer, Melancolia (1514)

La teoria umorale godette di nuova fortuna nel Rinascimento, e continuò ad essere ritenuta valida almeno fino al Seicento, quando si affermarono altre dottrine come la iatrochimica e quella miasmatica.
Paracelso in particolare si segnalò per la sua opposizione alla medicina tradizionale, sebbene i suoi seguaci non ne abbandonarono mai i fondamenti, ritenendo secondario attribuire la genesi delle malattie allo squilibrio degli umori, la cui vera origine per lui era dovuta piuttosto all'azione di spiriti incorporei, denominati arcani, in grado di alterare i tre principi spagirici dell'organismo, operanti pur sempre nei quattro elementi.
Le idee di Ippocrate e Galeno seguitarono comunque ad essere dominanti, venendo abbandonate solo quasi alla metà dell'Ottocento.
Di questa egemonia sopravvivono ampie tracce nel linguaggio moderno: il cuore è comunemente indicato come la sede dei sentimenti e in particolare dell'amore che, poeticamente, è «alito di vita»; melancolia è un sentimento di tristezza ma anche una grave forma di depressione; collera e flemma descrivono ancora oggi irascibilità e pigrizia; il collerico «si rode il fegato» oppure «è giallo dalla rabbia» (l'ittero è sintomo di malattia epatica caratterizzata dalla colorazione giallognola). Influenze della teoria umorale e della teoria dei quattro elementi sono tuttora presenti in varie forme di medicina alternativa come ad esempio la naturopatia. 
L'attuale pedagogia di impianto Steiner-Waldorf ricorre ampiamente alla teoria umorale nelle sue declinazioni teoriche e applicative, distinguendo il fanciullo di temperamento sanguigno, flemmatico, collerico e melancolico.